# Willa „Julia” w Otwocku
Willa „Julia” – ceglany budynek w Otwocku, wybudowany przed 1893 r. dla Maurycego Karstensa, właściciela przedsiębiorstw budowlanych w Warszawie. 

## Historia budynku
W 1893 na posiadłości Karstensa wznosiły się dwa domy do wynajęcia: murowana willa „Julia”, wówczas znajdująca się przy ulicy Warszawskiej 19, oraz drewniany budynek przy ulicy Kościelnej 4. Na początku XX wieku posesja przeszła w posiadanie Aleksandra Kowalskiego, aptekarza prowizora farmacji, który założył tu inhalatorium, zakład hydropatyczny i skład apteczny. W ogrodzie na terenie posesji wybudował kolejny drewniany budynek (przy ulicy Warszawskiej 23a) oraz pijalnię wody mineralnej „Motor”.
Na początku lat 20. XX wieku willa należała do pediatry Gotlieba Kremera, lekarza Zakładu Psychiatrycznego dla Żydów „Zofiówka”. Od 1925 mieścił się w niej urząd pocztowo-telegraficzny, kierowany przez Aleksandra Kowalskiego. Około 1935 pocztę przeniesiono do dawnej willi „Cacko”, a w „Julii” pozostał tylko urząd telegraficzny. Narożnik posesji zajmowały kioski i sklepy (w tym miejscu obecnie znajduje się Restauracja „Stylowa”).
Mimo objęcia opieką konserwatorską, willa pozostaje w stanie ruiny.

## Galeria

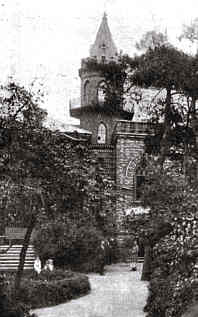
Willa „Julia” po 1925 roku
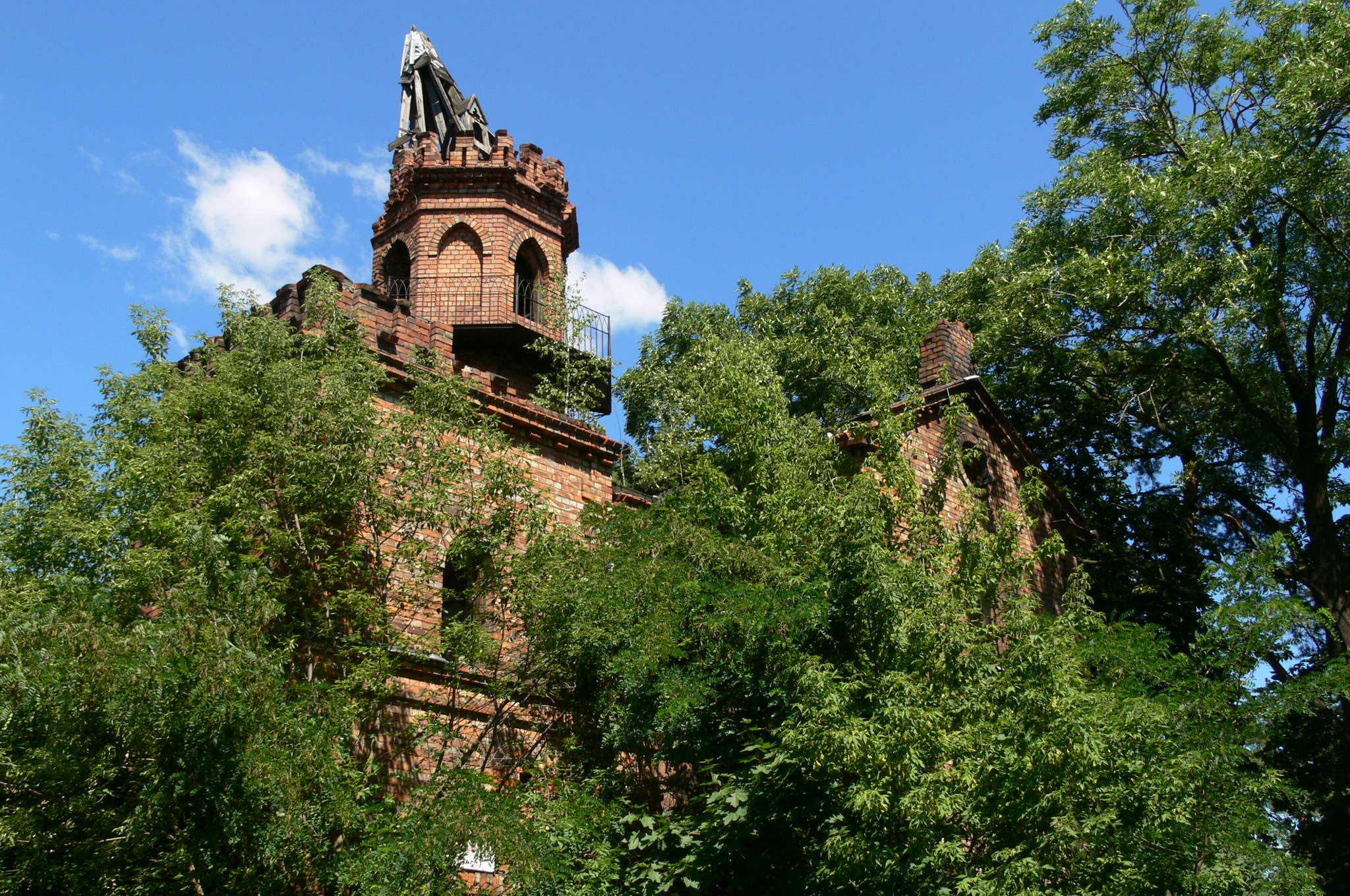
Willa „Julia” w 2008 roku
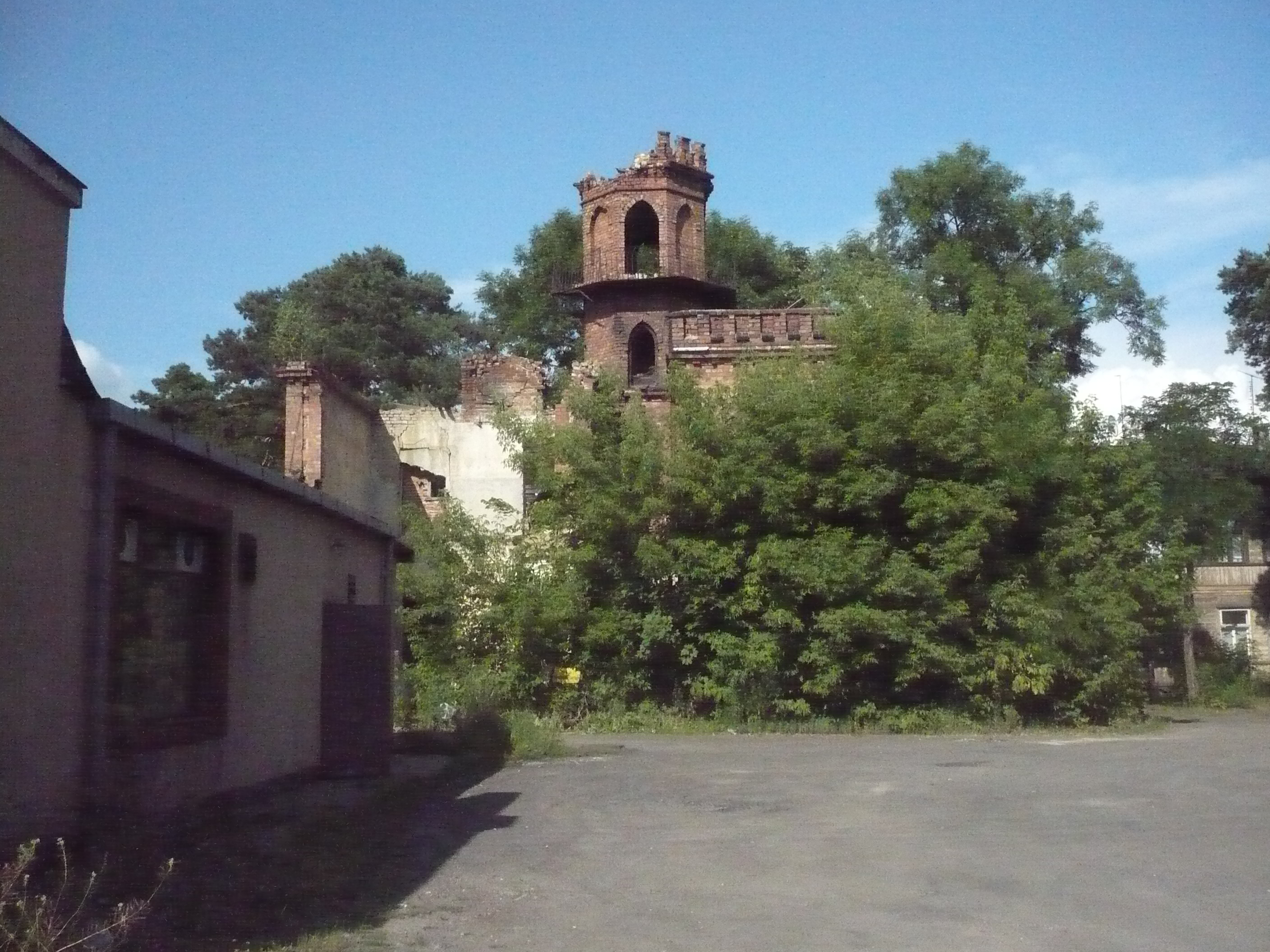
Willa „Julia” w 2010 roku
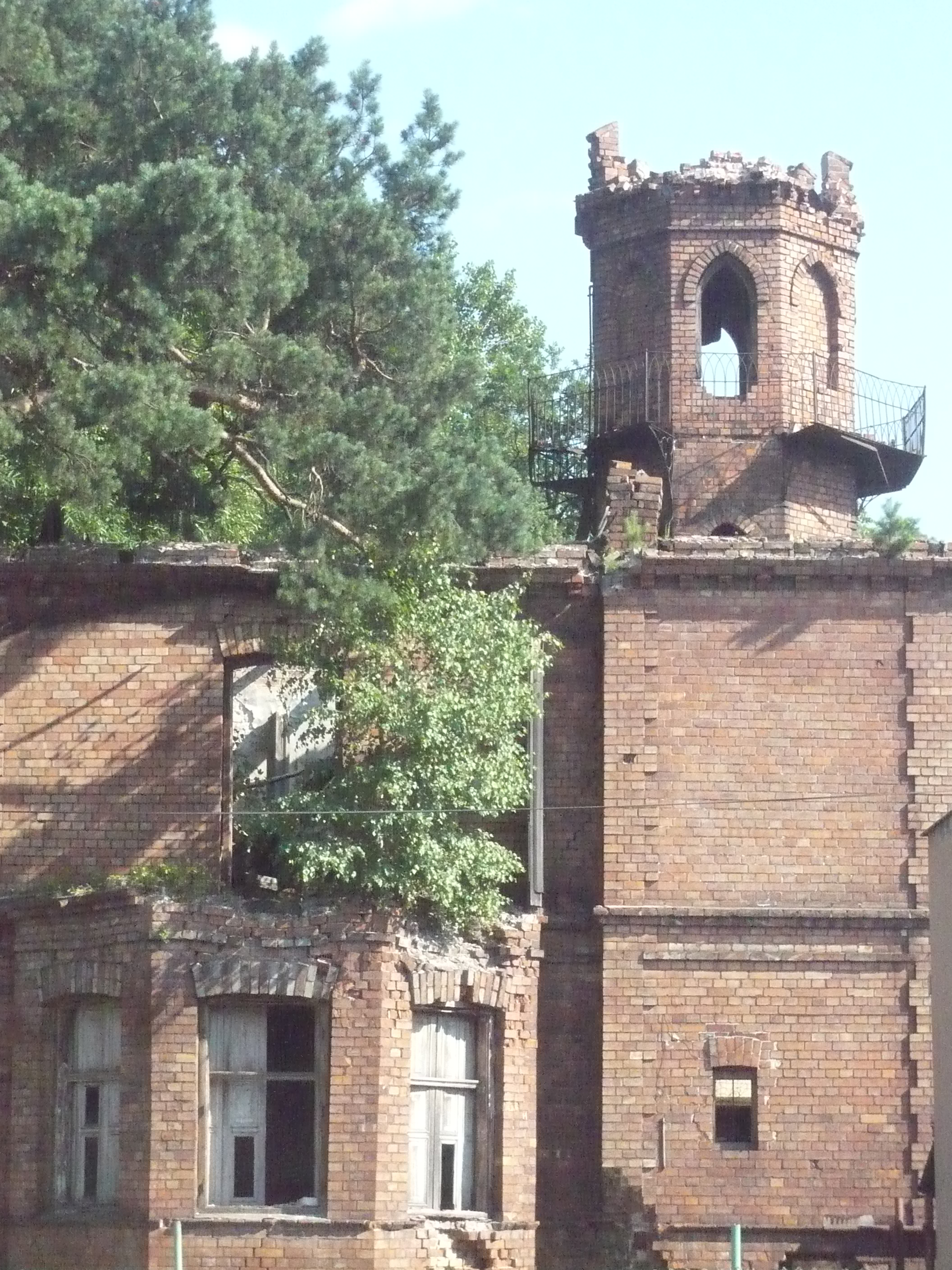
Willa „Julia” od strony ul. Kościelnej (2010 r.)
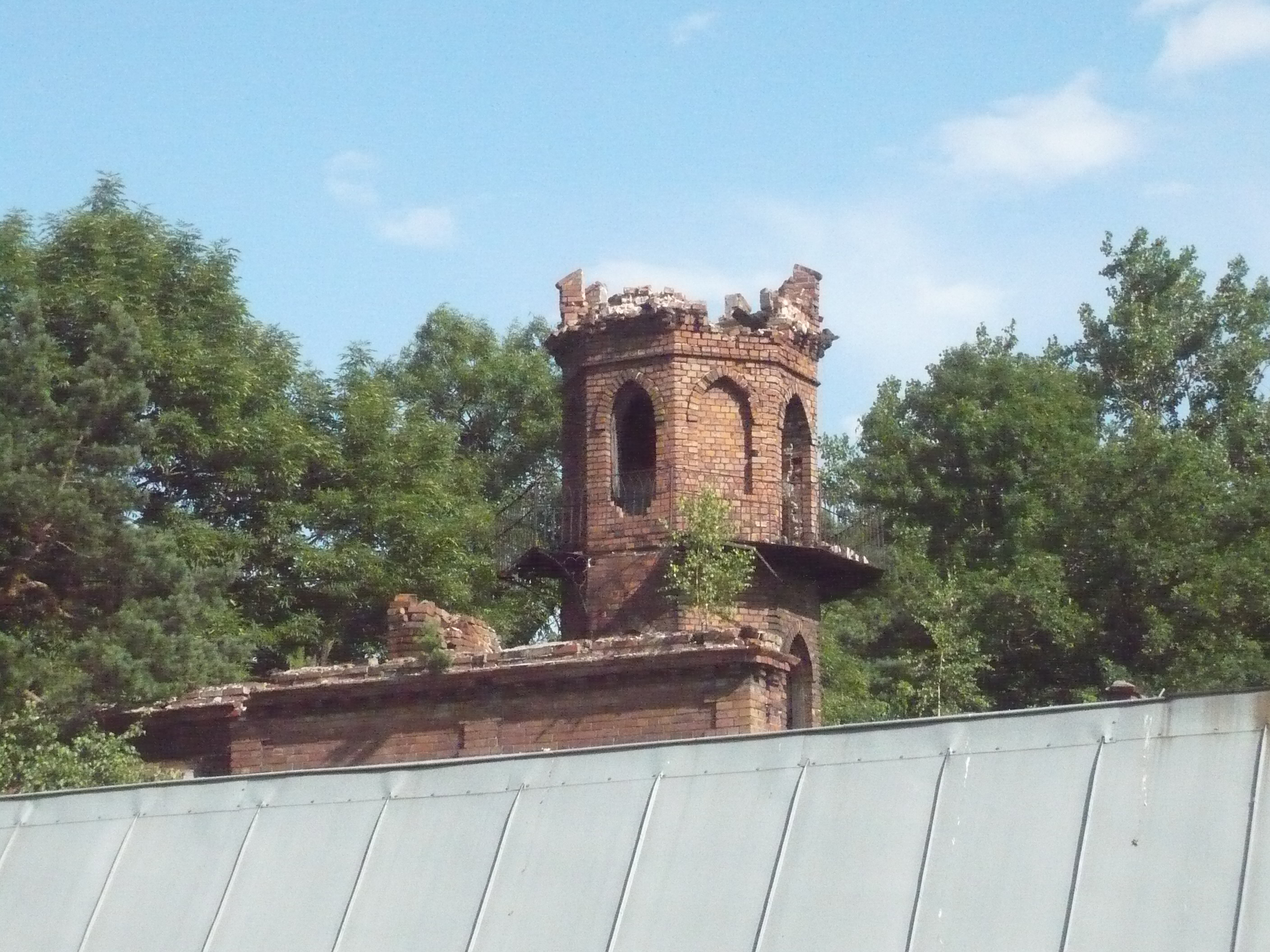
Wieża willi wyłaniająca się zza dachu restauracji „Stylowa” (2010 r.)
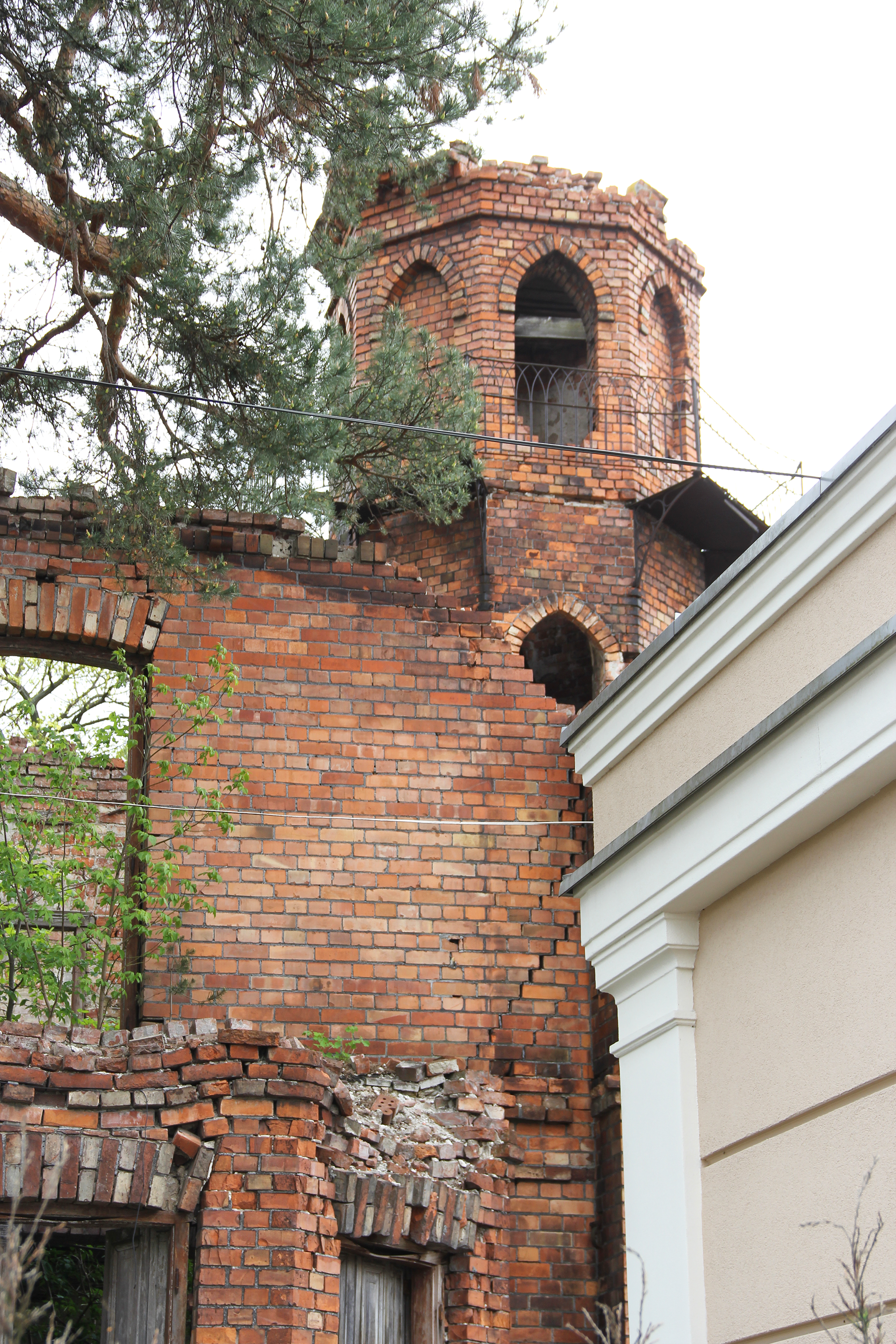
Ruiny willi Julia w Otwocku w 2023 r.